# R. Magis
R. Magis est un architecte belge de la période Art nouveau actif à Andenne.

## Immeubles de style « Art nouveau »
- 1909[1] : maison avec porte cochère, rue Bertrand n° 71 à Andenne
  - soubassement en pierre calcaire avec signature de l'architecte et soupirail orné de volutes
  - partie basse de la façade en grès
  - partie haute de la façade en briques émaillées blanches avec des bandeaux de briques émaillées bleues
  - larmier en pierre calcaire sous chaque fenêtre
  - grand arc en pierre calcaire au-dessus de la fenêtre principale de l'étage
  - motifs Art nouveau sur les piédroits de la porte cochère
  - ferronneries Art nouveau protégeant les vitres de la porte cochère
  - linteau métallique orné de rosaces au-dessus de la porte cochère
  - partie supérieure des fenêtres ornée de verre coloré
  - céramique très abîmée
  - ancres de façade en fer forgé de style Art nouveau
  - corniches faisant saillie ornées de consoles de style Art nouveau

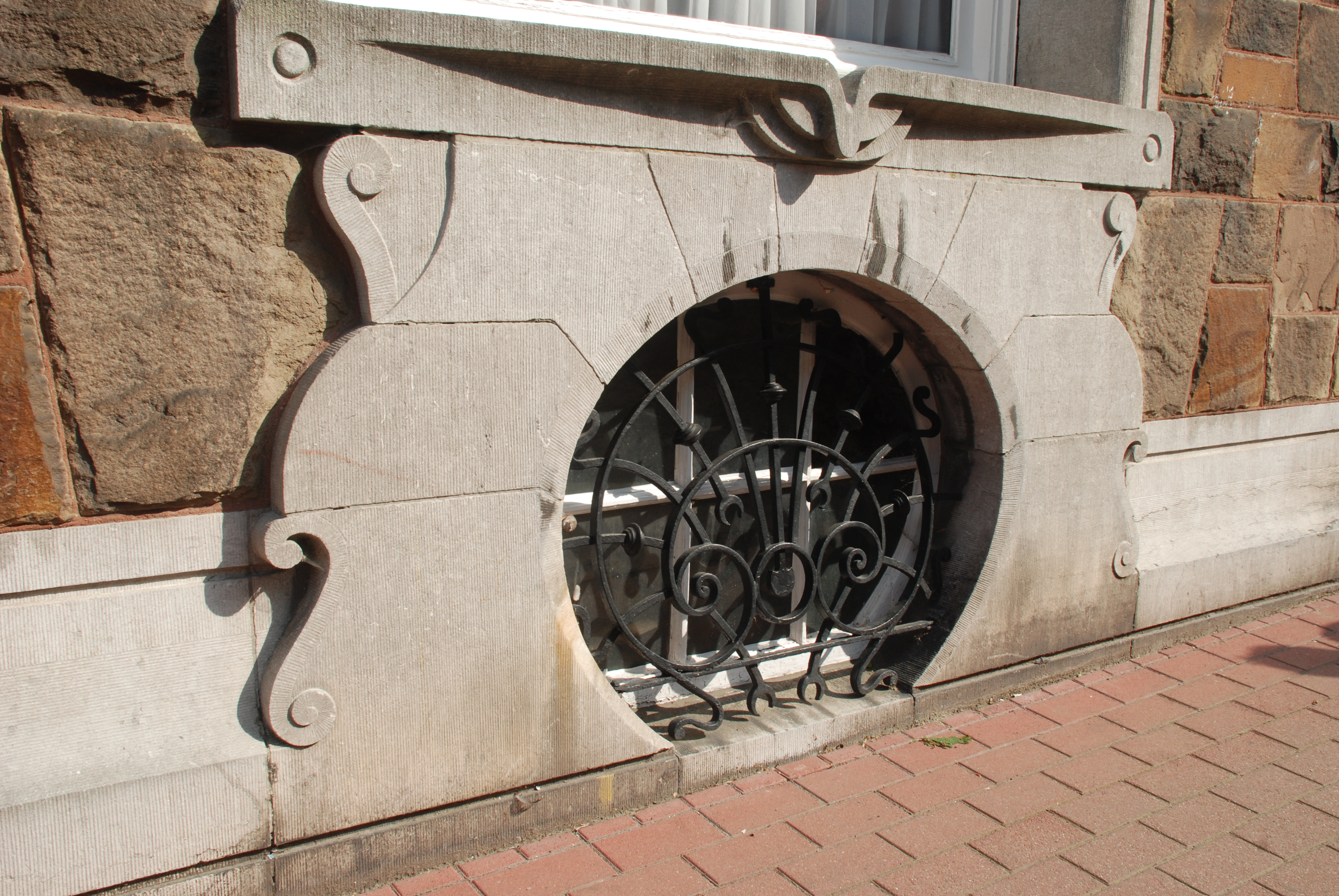
Soupirail
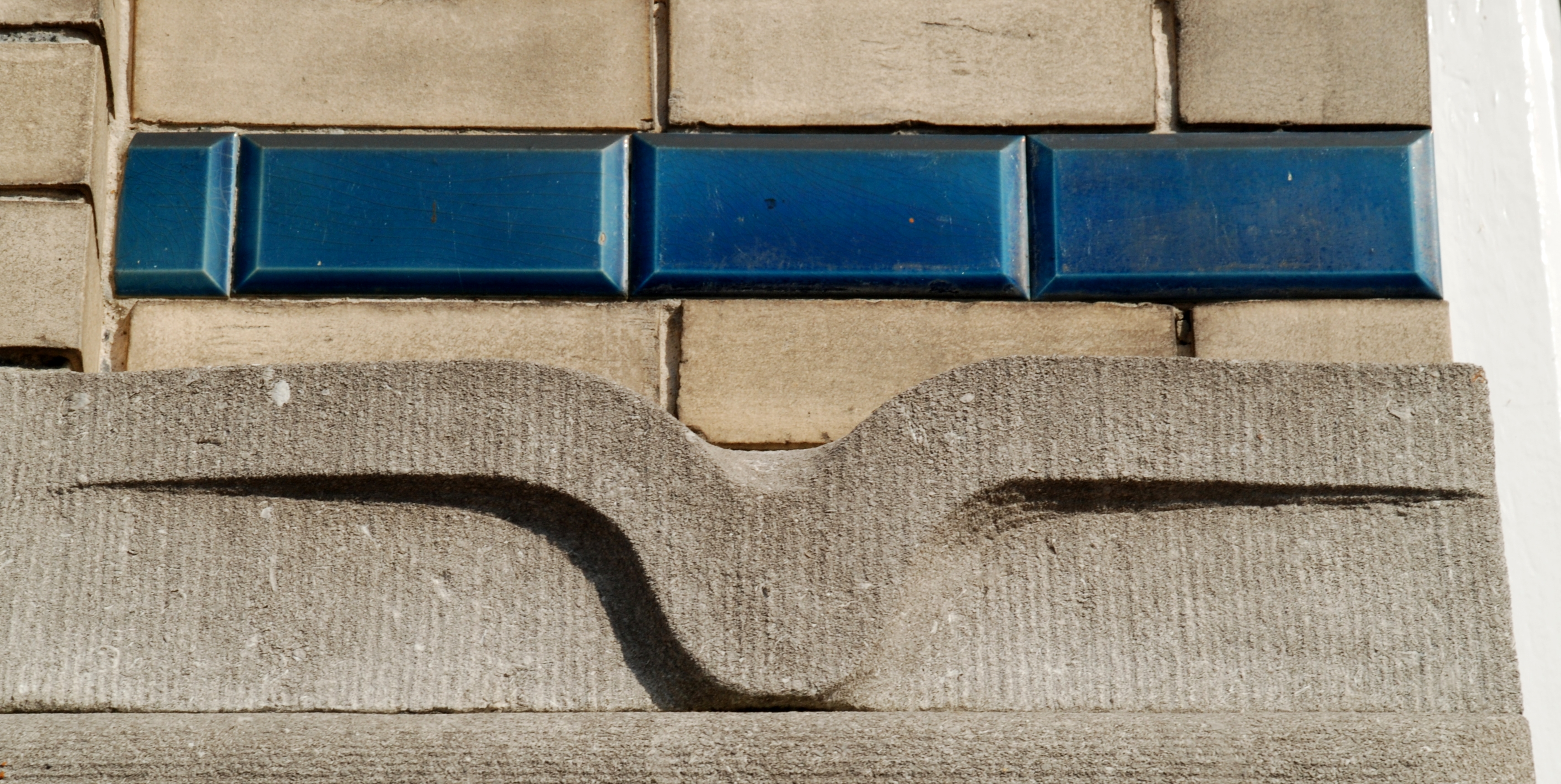
Larmier décoratif
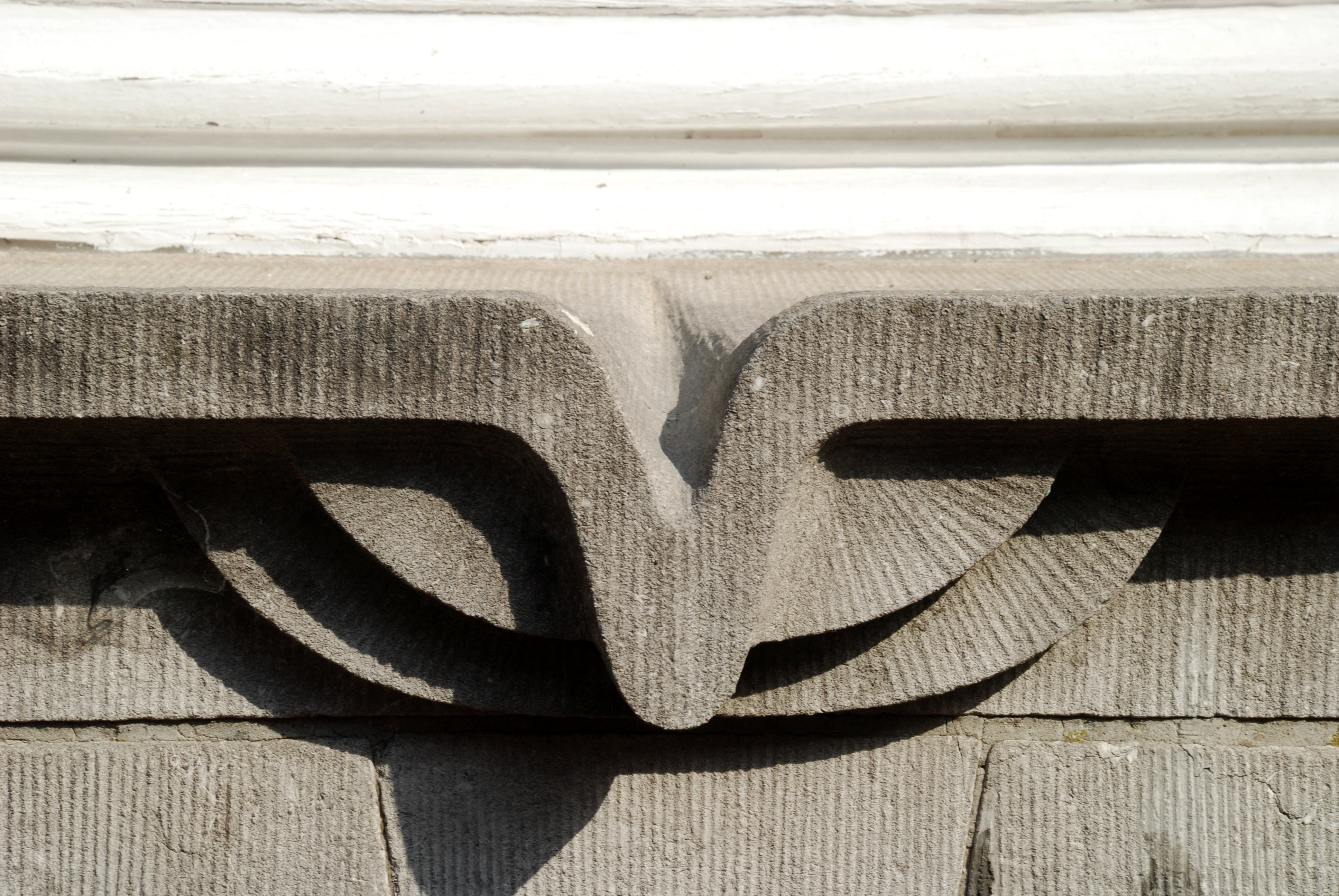
Larmier du rez-de-chaussée